# 周永恆
周永恆（英語：Roy Chow Wing Hang，1984年4月29日—），香港男歌手，詞曲作者和外賣員。藝人周吉之孫，2001年經叔父周啟生介紹入行，簽約香港Sony Music公司，推出首張同名專輯《周永恆 Roy》。

## 感情生活
2010年1月28日，與趙頌茹2010年奉子成婚。同年9月誕下一女，2012年10月誕下二女；婚前發現有腦瘤。
2014年8月29日，趙頌茹在香港向警方報案指與周永恆因在同月24日因感情問題爭執期間被推到在地導致臉部受傷要入院縫六針，然後離家出走。警方拘捕周永恆問話。之後周永恒直認和周永恒模特兒公司助手兼拍檔的港視小花劉依靜（Ruby）搞婚外情。
2016年10月，周與相戀8個月的組合O.M.G成員、23歲的黃芊詠鬧分手。
2018年6月，周永恆與趙頌茹完成辦理離婚手續半年後與32歲中國女友陳薇結婚。同年9月，陳為周永恆誕下一子。
2023年4月16日，周永恆與妻子陳薇因小事發生爭執，周永恆曾出言「斬死你、斬死你老母、斬死你全家同個仔」，隨後在元朗警署協助調查時，在警員多次警告下仍拒絕打指模，其間更向警員吐口水，表現非常不合作，目前被暫控1項「刑事恐嚇」罪、1項「抗拒警務人員」罪及1項「襲擊警務人員」罪，辯方提出將案件押後至6月21日審訊，周永恆獲准兩單案件各交出5萬（共10萬）港元作現金保釋。，9月21日兩項控罪罪成被判即時監禁兩個星期並罰款二千元。

## 事件

### 非法藏有硝甲西泮
2004年3月，周永恆與女友趙頌茹拍拖，深夜在青衣寓所附近便利店購物時遭青年出言調戲，周被5名青年毆打。事後青年被警員拘捕。
2004年4月，周永恆在功樂道75號寓所大廈外被預先埋伏的毒品調查科探員截停搜查，被搜出身上藏有20粒软性毒品硝甲西泮（俗稱「五仔」）。他被控藏毒罪，判处接受18个月的感化令。審理周永恆藏毒案的時任裁判官郭偉健，曾開出罕見感化條件，要求周蒐集資料，於稍後親自向法庭解釋毒品的禍害。
及后退出娱乐圈。同年11月，他醉酒又於街头毁坏公物，被警方调查。亦因為排隊問題在醫院被殴打。
2008年起，擔任TVB正視音樂旗下的音樂製作人，負責作曲等工作。至2011年10月，有報道指周永恆向高層樂易玲舉報音樂總監鄧智偉用朋友名義開錄音室，將無綫的項目交由其錄音室做，引致帳目混亂，但樂易玲反駁是周永恒未有妥善完成工作，最終周永恆被終止合約。至2013年，周永恒接受傳媒訪問時，仍然指樂易玲曾刻意針對他。

### 逃犯條例期間
2020年1月2日，周永恆在銅鑼灣進行街頭表演，但遇上警察截查，周永恒起初合作拿出身份證，但當警員質疑他犯法時，周質問對方：「邊條法律唔畀busking」，及後更問圍觀的途人到底噪音來自警察還是他，結果途人即時起哄支持周永恒，警察被逼離開。
於2020年1月12日，蘋果日報刊出周永恒的專訪，周永恆直指反對逃犯條例修訂草案運動是一場『正邪黑白大戰』，透露自己的父親是親中派支持者，曾就警方暴力執法多次罵戰，但和來自廣州的太太，則於元朗襲擊事件中，開始改變其立場。他引述自己太太指，即使在中國內地，也不可能40分鐘都未有警察前往現場，其後自己多次向他解釋三權分立等概念，成功改變其政治立場。周永恒又表示，為這場抗爭運動寫了三首歌，曲詞包辦。

### 外賣員生涯
自2022年起，多名網民表示在天水圍區一帶，見到周永恆非法駕駛電動車進行送外賣工作，主要為Foodpanda，户户送的訂單。另有網民指其無駕駛執照，故不能駕駛電單車送外賣。
2025年3月24日，周永恆於天水圍天湖路樂湖居花園對開的行人路上，因涉嫌非法駕駛電動可移動工具，被警方拘捕。

## 音樂作品

### 專輯
- 《My G.T.R.》（2002年9月1日）

1. 回憶中的很久以前
2. 沒有為你哭
3. 別去以後
4. My G.T.R.
5. Bup Ba La
6. 一夜前
7. 情斷夢長夜
8. 城龍
9. 傻了
10. 畢業禮

- 《周永恆（Roy）》（2001年11月）

1. 愛上你
2. 得不到的你
3. 遙控先生
4. 曾經
5. 深愛著你
6. 懶情長假期
7. Na Na Na
8. 冷夜
9. 夜遊神
10. 但是

- 《Immerge》（2011年10月）

1. 放手
2. 愛
3. 雨遇記
4. 回憶之最
5. 過去式
6. 傷痕累累
7. 黛比的歡樂

### 單曲
- 《吾諗您》（2016年3月）

## 電視劇
- 《Y2K+01》第五集
- 《青出於藍》 飾 歐陽山

## 電影
- 《這個夏天有異性》
- 《新紮師兄》
- 《少年阿虎》
- 《救命》
- 《六樓後座》
- 《當C遇上G7》
- 《毒海遇上愛》（福音電影）

## 電視節目
- 《兄弟幫》（2010年）嘉賓
- 《心有靈犀》（2011年）嘉賓
- 《開心保兒日記》（2011年）主持
- 《總有一隻喺左近》ViuTV（2016年）第二集嘉賓

## 廣播劇
- 商業電台：《好趁青春留倩影》
- 商業電台：《愛情穿梭K》
- 新城電台：《我是咖啡你是茶》
- 香港電台：《非常平等任務》

## 奬項
- 2001年度新城勁爆頒獎禮 - 新城勁爆新登場男歌手